# Bytharia lucida
Bytharia lucida är en fjärilsart som beskrevs av W. Warren 1899. Bytharia lucida ingår i släktet Bytharia och familjen mätare. Inga underarter finns listade i Catalogue of Life.